# Mosquito (album, Yeah Yeah Yeahs)
Mosquito je v pořadí již čtvrté studiové album americké indie rockové skupiny Yeah Yeah Yeahs, které vydalo hudební vydavatelství Interscope Records 12. dubna 2013. První singl "Sacrilege" vyšel 25. února 2013.

## Propagace
Celé album bylo 2. dubna 2013 vystaveno na YouTube kanálu Noisey. Součástí bylo interview s kapelou provázející každou skladbu. Ve stejném týdnu kapela vystoupila se skladbou "Sacrilege" v Late Show with David Letterman. Vystoupení bylo doprovázeno gospelovým sborem Broadway Inspirational Voices. 16. dubna 2013 vystoupili se skladbami "Mosquito" a "Sacrilege" v televizní show Jimmy Kimmel Live!.
8. května měl premiéru hudební videoklip (režie B. Shimbe Shim) ke skladbě "Mosquito".

## Komerční úspěch
Album Mosquito vstoupilo do hitparády Billboard 200 na 5. pozici se 38 tisíci prodanými kopiemi alba v prvním týdnu, čímž se stalo jejich prvním albem v top desítce této hitparády. V hitparádě UK Albums Chart zahajovalo na 9. místě s 9 150 prodanými kopiemi v prvním týdnu.

## Seznam skladeb
Všechny skladby napsal(i) Yeah Yeah Yeahs. 
| Pořadí         | Název                            | Producent(i)              | Délka |
| -------------- | -------------------------------- | ------------------------- | ----- |
| 1.             | Sacrilege                        | Nick Launay, Dave Sitek   | 3:50  |
| 2.             | Subway                           | Sitek, Launay             | 5:16  |
| 3.             | Mosquito                         | Launay, Sitek             | 2:59  |
| 4.             | Under the Earth                  | Launay                    | 4:18  |
| 5.             | Slave                            | Launay, Sitek             | 4:06  |
| 6.             | These Paths                      | Sitek, Launay             | 5:03  |
| 7.             | Area 52                          | Launay, Sitek             | 2:54  |
| 8.             | Buried Alive (feat. Dr. Octagon) | James Murphy, Sam Spiegel | 5:16  |
| 9.             | Always                           | Sitek, Launay             | 4:07  |
| 10.            | Despair                          | Sitek, Launay             | 4:48  |
| 11.            | Wedding Song                     | Sitek                     | 4:58  |
| Celková délka: | Celková délka:                   | Celková délka:            | 47:35 |

| Deluxe edice - bonusové skladby | Deluxe edice - bonusové skladby  | Deluxe edice - bonusové skladby | Deluxe edice - bonusové skladby |
| Pořadí                          | Název                            | Producent(i)                    | Délka                           |
| ------------------------------- | -------------------------------- | ------------------------------- | ------------------------------- |
| 12.                             | Subway (NOLA Demo)               | Yeah Yeah Yeahs                 | 3:54                            |
| 13.                             | Wedding Song (Akusticky)         | Yeah Yeah Yeahs                 | 2:53                            |
| 14.                             | Despair (Akusticky)              | Yeah Yeah Yeahs                 | 5:00                            |
| 15.                             | Mosquito (Živě ze studia Bunker) | Yeah Yeah Yeahs                 | 3:24                            |

## Obsazení
Yeah Yeah Yeahs
- Yeah Yeah Yeahs – produkce (12–15)
- Karen O – zpěv, basová kytara, klávesy, designový koncept
- Nick Zinner – kytara, basová kytara, klávesy, zpěv; mixing (12, 14, 15)
- Brian Chase – bubny, cymbál, perkuse, zpěv

Dodatečné obsazení
- Atom – asistent engineering
- Debra Barsha – choir vocal arrangement (1, 4)
- Tara Beaudine – business management
- Greg Calbi – mastering
- Manuel Calderon – asistent engineering (všechny skladby); engineering (13)
- Danielle Chambers – sborový zpěv (1)
- Tony Ciulla – management
- Shayna Cook – sborový zpěv (1)
- Rudyard Lee Cullers – assistant engineering
- Eduardo de la Paz – mixing asistent
- Bradley Dean – sborový zpěv (1, 4)
- Laura Dean – sborový zpěv (1, 4)
- Abby Echiverri – engineering (14, 15); mixing (14)
- Nathan Eldridge – asistent engineering
- Wes Fontenot – engineering, mixing (12)
- Matt Foster – asistent engineering
- Lucia Giannetta – sborový zpěv (1)
- Charles Godfrey – asistent engineering
- Renee Goldsberry – sborový zpěv (1, 4)
- Tanesha Gray – sborový zpěv (1)
- Danielle L. Greaves – sborový zpěv (1, 4)
- Julian Gross – design, layout
- Laura Haber – management
- Marva Hicks – sborový zpěv (1)
- Zonya Johnson – sborový zpěv (1, 4)
- Chelsea Krombach – sborový zpěv (1, 4)
- Nick Launay – produkce (1–7, 9, 10); engineering
- Adriane Lenox – sborový zpěv (1)
- Money Mark – klávesy (1)
- Dan Martensen – zadní cover foto
- Lisa Lynne Mathis – sborový zpěv (1)
- Michael McElroy – vedoucí sboru (1, 4)
- Travis Morin – sborový zpěv (1)
- James Murphy – produkce (8); engineering
- Jesse Nager – sborový zpěv (1, 4)
- Dr. Octagon – zpěv (8)
- John Eric Parker – sborový zpěv (1)
- Desiree Rodriguez – sborový zpěv (1, 4)
- Eliseo Roman – sborový zpěv (1, 4)
- Phil Sarna – business management
- Michael Seelbach – sborový zpěv (1)
- Beomsik Shimbe Shim – artwork
- Craig Silvey – mixing
- Dave Sitek – produkce (1–3, 5–7, 9–11); basová kytara (1, 3, 5); engineering
- Zeph Sowers – engineering
- Sam Spiegel – produkce (8); engineering
- Matt Thornley – asistent engineering
- Virginia Woodruff – sborový zpěv (1)

## Hitparády
| Hitparáda (2013)                | Nejvyšší pozice |
| ------------------------------- | --------------- |
| Australian Albums Chart         | 17              |
| Austrian Albums Chart           | 44              |
| Belgian Albums Chart (Flanders) | 57              |
| Belgian Albums Chart (Wallonia) | 120             |
| Canadian Albums Chart           | 10              |
| Croatian Albums Chart           | 23              |
| French Albums Chart             | 128             |
| German Albums Chart             | 63              |
| Greek Albums Chart              | 27              |
| Irish Albums Chart              | 8               |
| Japanese Albums Chart           | 54              |
| Mexican Albums Chart            | 66              |
| Norwegian Albums Chart          | 24              |
| Scottish Albums Chart           | 8               |
| South Korean Albums Chart       | 88              |
| Swiss Albums Chart              | 76              |
| UK Albums Chart                 | 9               |
| US Billboard 200                | 5               |
| US Alternative Albums           | 2               |
| US Rock Albums                  | 2               |

## Historie vydání
| Region         | Datum          | Vydavatelství                |
| -------------- | -------------- | ---------------------------- |
| Austrálie      | 12. duben 2013 | Modular Recordings           |
| Německo        | 12. duben 2013 | Universal Music              |
| Velká Británie | 15. duben 2013 | Polydor Records              |
| Spojené státy  | 16. duben 2013 | Dress Up, Interscope Records |
| Kanada         | 16. duben 2013 | Universal Music              |
| Japonsko       | 17. duben 2013 | Universal Music              |